# Michael Herbig
Michael Herbig (Monaco di Baviera, 29 aprile 1968) è un attore, regista, comico, produttore cinematografico, sceneggiatore e doppiatore tedesco.

## Filmografia parziale

### Cinema
- Der Schuh des Manitu (2001) - regista, produttore, sceneggiatore e attore
- (T)Raumschiff Surprise - Periode 1 (2004) - regista, produttore, sceneggiatore e attore
- Lissy - Principessa alla riscossa (Lissi und der wilde Kaiser) (2007) - regista, sceneggiatore e doppiatore
- Asterix alle Olimpiadi (Astérix aux Jeux olympiques), regia di Frédéric Forestier e Thomas Langmann (2008) - attore
- Vicky il vichingo (Wickie und die starken Männer) - regista e attore
- Hotel Lux, regia di Leander Haußmann (2011) - attore
- L'incredibile Burt Wonderstone (The Incredible Burt Wonderstone), regia di Don Scardino (2013) - attore
- Vier gegen die Bank, regia di Wolfgang Petersen (2016) - attore
- Bullyparade: Der Film (2017) - regista, produttore, sceneggiatore e attore
- Balloon - Il vento della libertà (Ballon) (2018) - regista

### Televisione
- Bullyparade (1997-2002) - regista, produttore, autore e interprete
- Bully & Rick (2004-2007) - regista, produttore, autore e interprete

### Doppiaggio
- Le follie dell'imperatore (The Emperor's New Groove) (2001) - voce nella versione tedesca di Kuzco
- Gaya (Boo, Zino & the Snurks) (2004) - voce nella versione tedesca di Boo
- Robots (2005) - voce nella versione tedesca di Fender
- Toy Story 3 - La grande fuga (Toy Story 3) (2010) - voce nella versione tedesca di Woody
- Tabaluga (2018) - voce di Glückskäfer Bully
- Toy Story 4 (2019) - voce nella versione tedesca di Woody
- Le avventure di Jim Bottone (Jim Knopf und Lukas der Lokomotivführer), regia di Dennis Gansel (2018)